# Mine (Volumeneinheit)
Die Mine war ein französisches Volumenmaß für Salz und Früchte, wie Getreide.
- 1 Mine = 2 Minits = 6 Boisseaux = 96 Litron = 3934 ⅔ Pariser Kubikzoll = 78 Liter[1]